# 2009年英格蘭全國羽毛球錦標賽
2009年英格蘭全國羽毛球錦標賽（English National Badminton Championships 2009），是英格蘭國內最高級別的羽毛球比賽。本屆賽事於2009年1月30日至2月1日在英格蘭博尔顿體育館舉行。

## 項目獎牌榜
以下為各項目的優勝者名單：
| 項目     | 金牌                         | 银牌                        | 铜牌                            |
| 男子單打 | 拉吉夫·欧斯夫                | 卡尔·巴克斯特               | 本·贝克曼                       |
| 男子單打 | 拉吉夫·欧斯夫                | 卡尔·巴克斯特               | Harry Wright                    |
| 女子單打 | Jill Pittard                 | 伊丽莎白·卡恩               | 莎拉·沃克                       |
| 女子單打 | Jill Pittard                 | 伊丽莎白·卡恩               | 海伦·戴维斯                     |
| 男子雙打 | 安东尼·克拉克 内森·罗布森    | 克里斯·爱德考克 罗伯·布莱尔 | 理查德·艾德斯泰特 安德鲁·埃利斯 |
| 男子雙打 | 安东尼·克拉克 内森·罗布森    | 克里斯·爱德考克 罗伯·布莱尔 | 克里斯·兰格瑞奇 David Lindley   |
| 女子雙打 | 唐娜·凯洛格 Suzanne Rayappan | 珍妮·沃尔沃克 加布里·怀特   | Sarah Hardaker Jo Nicholas      |
| 女子雙打 | 唐娜·凯洛格 Suzanne Rayappan | 珍妮·沃尔沃克 加布里·怀特   | 玛里亚纳·阿格基罗 Sarah Bok     |
| 混合雙打 | 安东尼·克拉克 唐娜·凯洛格    | 克里斯·兰格瑞奇 Sarah Bok   | 克里斯·爱德考克 加布里·怀特     |
| 混合雙打 | 安东尼·克拉克 唐娜·凯洛格    | 克里斯·兰格瑞奇 Sarah Bok   | 内森·罗布森 珍妮·沃尔沃克       |